# Густафссон, Тина
Тина Густафссон (род. 30 сентября 1962, Норрчёпинг) — шведская пловчиха, серебряный призёр летних Олимпийских игр 1980 года в Москве.

## Карьера
На Олимпиаде Густаффсон принимала участие в трёх видах: плавание на 200 метров вольным стилем, эстафета 4×100 метров вольным стилем и комбинированная эстафета 4×100 метров. В первой дисциплине она не смогла пробиться в финальный этап соревнований. В комбинированной эстафете сборная Швеции заняла 4-е место. В эстафете сборная Швеции (Карина Юнгдаль, Тина Густафссон, Агнета Мортенссон, Агнета Эрикссон) завоевала серебряные медали с результатом 3:48,93 с. Чемпионками стали представительницы ГДР (Барбара Краузе, Карен Метчук, Инес Дирс, Зарина Хюльзенбек), финишировавшие с мировым рекордом — 3:42,71 с. Бронзовые медали завоевала сборная Нидерландов (Конни ван Бентум, Вилма ван Велсен, Регги де Йонг, Аннелиз Мас — 3:49,51 с).